# Татяна Цветкова
Татяна Цветкова е българска актриса.

## Биография
Татяна Цветкова е родена на 23 декември 1957 г. в Русе. Учи в гимназия „Христо Ботев“ в родния си град и завършва актьорско майсторство при проф. Гриша Островски във ВИТИЗ „Кръстьо Сарафов“ през 1980 година. Работи в театрите „Стоян Бъчваров“ Варна, „Константин Кисимов“ Велико Търново и „Сава Огнянов“ Русе, в чиято трупа е от 1990 година.

## Филмография
- Фаталната запетая (1979)

## Театрални постановки

### Роли
- Жана д'Арк в „Чучулигата“ на Жан Ануи.
- Роксана в „Сирано дьо Бержерак“ на Едмон Ростан.
- Джейн в „Мария Тюдор“ – Виктор Юго.
- Елизабет в „Мария Стюард“ – Шилер.
- Султана в „Железният светилник“ на Димитър Талев.
- Антония в „Отворена брачна двойка“ на Дарио Фо и Франка Реме
- Олга в „Три сестри“ от А. П. Чехов

### Участия
- „Уравнение“
- „Как писар Тричко не се ожени за царкиня Кита, с китка накичена“
- „Господарката“
- „От кога те чакам“
- „Службогонци“
- „Шибил“
- „Златното сърце“
- „Палечка“
- „Коледунка-кратунка“
- „Министър женкар“
- „Коледунка-щурата маймунка“
- „Господин Ганьо“